# Glenea modiglianii
Glenea modiglianii là một loài bọ cánh cứng trong họ Cerambycidae.